# Bundesstraße 11a
Pour les articles homonymes, voir Route 11A.
La Bundesstraße 11a est une Bundesstraße du Land de Bavière.

## Géographie
La B 11a sert de voie de desserte entre l'A 95 (sortie 6 Wolfratshausen) et la B 11 près de Wolfratshausen.
De plus, il y avait une route de desserte dans l'arrondissement de Freising, qui servait de contournement à l'est de la ville de Freising, sous le nom de B 11a. Celle-ci circulait entre l'échangeur autoroutier de Freising-Est de l'A 92 et l'ancienne B 11. Au cours du déclassement de la B 11 en Staatsstraße, la route est depuis reclassée en B 301.

## Source
- (de) Cet article est partiellement ou en totalité issu de l’article de Wikipédia en allemand intitulé « Bundesstraße 11a » (voir la liste des auteurs).

1. ↑  (de) « Die Bundes- und Reichsstraßen in Deutschland - Nr. 11 bis 110 » [archive du 28 décembre 2008], sur home.arcor.de (consulté le 16 juillet 2025)